# Lucius Pontius Aquila
Lucius Pontius Aquila was een Romeins politicus in de 1e eeuw v.Chr.
Aquila was waarschijnlijk in 45 v.Chr. volkstribuun. Hij was een vriend van Marcus Tullius Cicero en een overtuigd Republikein. Aquila beledigde Julius Caesar tijdens een van zijn drie triomftochten in dat jaar, door niet op te staan toen de stoet met de triomferende dictator langs reed. Caesar was woest over dit gebrek aan respect en schreeuwde tegen Aquila dat hij maar naar hem toe moest komen en de Republiek uit zijn handen moest terugpakken. De daaropvolgende dagen was Caesar nog steeds geïrriteerd en deed aan niemand een toezegging zonder eraan toe te voegen "Zolang Pontius Aquila het me toestaat".
Deze affaire droeg er mogelijk aan bij dat Aquila zich bij de samenzweerders voegde die Caesar wilden afzetten. Op 15 maart 44 v.Chr. was Pontius Aquila een van de moordenaars van Julius Caesar. Na de moord diende hij als legatus onder Decimus Iunius Brutus in Gallia Cisalpina. Hij versloeg Titus Munatius Plancus bij Pollentia. Op 21 april 43 v.Chr werd Aquila gedood in de Slag bij Mutina, waar zijn bondgenoot Aulus Hirtius Marcus Antonius versloeg. 

## Bron
- Vertaling van de Duitstalige Wikipedia: de:Lucius Pontius Aquila.